# An International Heart Breaker
An International Heart Breaker è un cortometraggio muto del 1911 diretto da C. Jay Williams.

## Produzione
Il film fu prodotto dalla Edison Manufacturing Company.

## Distribuzione
Distribuito dalla General Film Company, il film - un cortometraggio di 210 metri - uscì nelle sale cinematografiche statunitensi il 13 dicembre 1911. Nelle proiezioni, veniva programmato con il sistema dello split reel, accorpato in un'unica bobina con un altro cortometraggio prodotto dalla Edison, il documentario Eskimos in Labrador.